# Evangelisch-Lutherisches Dekanat Rosenheim
Das Evangelisch-Lutherische Dekanat Rosenheim ist eines der sieben Dekanate des Kirchenkreises Schwaben-Altbayern der Evangelisch-Lutherischen Kirche in Bayern. Bis zu dessen Fusion 2025 gehörte es dem Kirchenkreis München und Oberbayern an.  Amtierende Dekanin ist Dagmar Häfner-Becker. Im Dekanatsbezirk leben etwa 43.000 Evangelisch-Lutherische Christen.

## Geografie
Das Dekanat Rosenheim umfasst 15 Kirchengemeinden, die vor allem im Landkreis Rosenheim, der Kreisfreien Stadt Rosenheim und Teilen der Landkreise Ebersberg und Mühldorf liegen.

## Geschichte
Erste evangelische Christen gab es im Bereich des heutigen Dekanats bereits im 16. Jahrhundert, als sich die Reformation auch im Inntal ausbreitete. Die Grafen von Hohenaschau, Haag und Maxlrain versuchten, für ihre Untertanen, von denen viele Anhänger Luthers waren, beim Münchner Herzog Albrecht von Wittelsbach religiöse Toleranz zu erreichen. In den Städten Rosenheim und Wasserburg, auch in Aibling, war im 16. Jahrhundert zeitweise eine Mehrheit der Bürger Anhänger der Lehre Martin Luthers. Doch im Zuge der Gegenreformation wurde Oberbayern (bis auf ganz kleine Bereiche: z. B. Haag) bald wieder von der römisch-katholischen Kirche bestimmt.
Es war eine Prinzessin, Karoline von Baden, die als Gemahlin des bayerischen Kurfürsten Maximilian IV. Joseph den evangelischen Glauben wieder nach Oberbayern brachte. Vom Geist der Aufklärung geprägt, gestattete der Kurfürst ihr die freie Ausübung ihrer Konfession. Im Zuge dieser Öffnung kamen im Jahr 1801 Pfälzer Kolonisten und begannen, die Moorgegend östlich von Aibling zu kultivieren. Dort gründeten sie den Ort Großkarolinenfeld und bauten um 1820 eine erste Kirche, die älteste evangelische Kirche in Altbayern.
Bald gab es auch in Rosenheim erste Evangelische. Sie trafen sich beim Schneidermeister Klepper, dem Ahnherren der späteren Klepperwerke, zum Gottesdienst, bis 1886 die evangelische Erlöserkirche gebaut wurde. Ab 1899 hatten die Rosenheimer Evangelischen einen eigenen Pfarrer. 1932 wurde das Dekanat Rosenheim durch Ausgliederung aus dem Dekanat München II gegründet. Bei der Gründung der Dekanate Traunstein 1948, Bad Tölz 1997 und Freising wurden Kirchengemeinden an diese Dekanate abgegeben.

## Kirchengemeinden

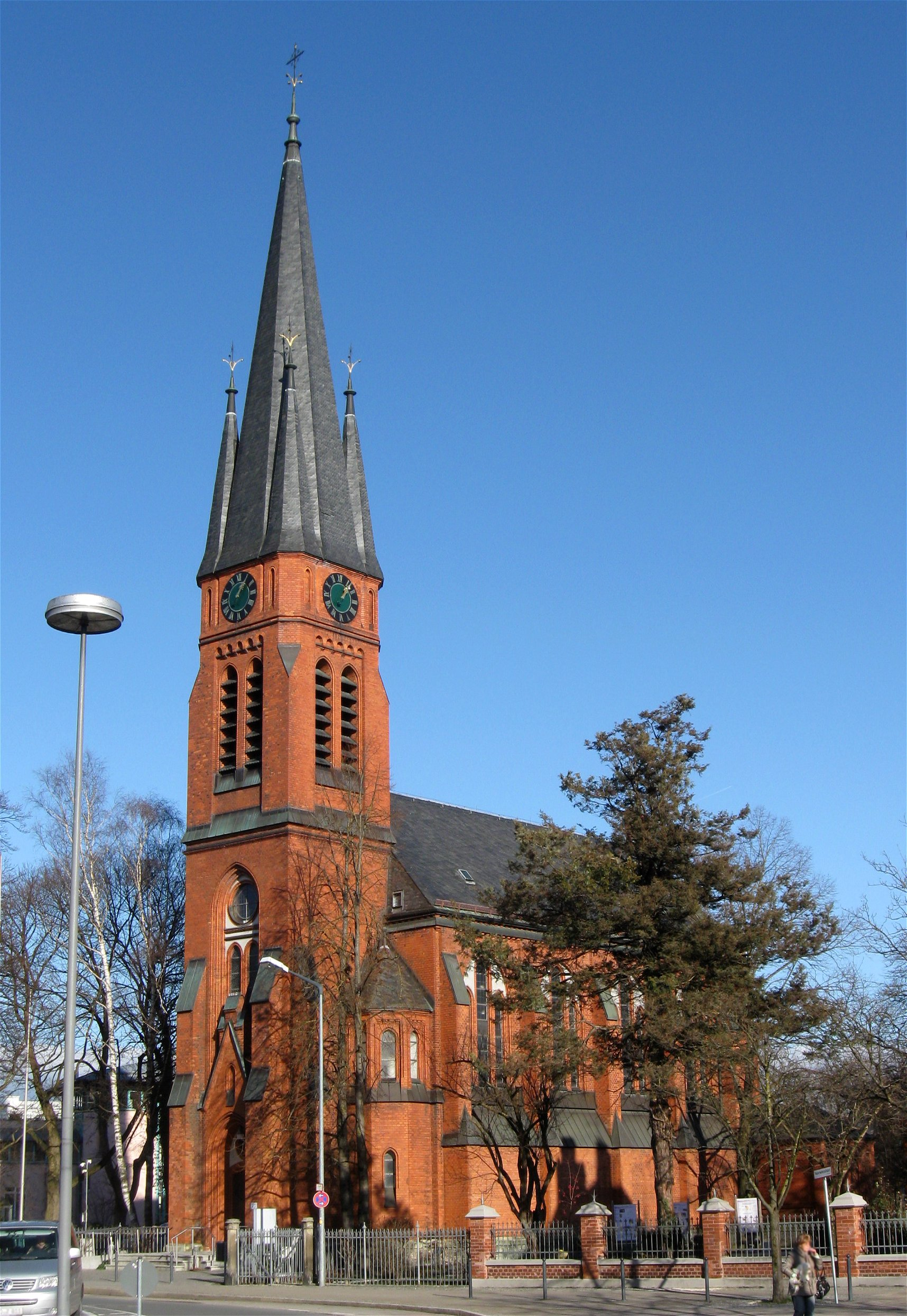
Erlöserkirche in Rosenheim

Zum Dekanatsbezirk Rosenheim gehören 15 Kirchengemeinden, in denen aktuell insgesamt zwischen 40.000 und 41.000 Gemeindeglieder leben.
- Rosenheim (siehe: Website der Kirchengemeinde)
- Bad Aibling (siehe: Website der Kirchengemeinde)
- Bad Endorf (siehe: Website der Kirchengemeinde)
- Aschau/Bernau am Chiemsee (siehe: Website der Kirchengemeinde)
- Brannenburg (siehe: Website der Kirchengemeinde)
- Bruckmühl (siehe: Website der Kirchengemeinde)
- Ebersberg (siehe: Website der Kirchengemeinde)
- Grafing (siehe: www.grafing-evangelisch.de)
- Großkarolinenfeld (siehe: www.grosskarolienenfeld-evangelisch.de)
- Haag in Oberbayern (siehe: Website der Kirchengemeinde)
- Kolbermoor (siehe: Website der Kirchengemeinde)
- Oberaudorf-Kiefersfelden (siehe: Website der Kirchengemeinde)
- Prien am Chiemsee (siehe: www.prien-evangelisch.de)
- Stephanskirchen (siehe: Website der Kirchengemeinde)
- Wasserburg am Inn (siehe: Website der Kirchengemeinde)